# Barbarea australis
Barbarea australis е вид растение от семейство Кръстоцветни (Brassicaceae). Видът е критично застрашен от изчезване.

## Разпространение
Разпространен е в САЩ.